# Nuša Lampe
Nuša Lampe, slovenska judoistka, * 20. junij 1975.
Lampetova je bila med aktivno kariero članica kluba Judo klub Golovec Ljubljana. Od leta 1994 opravlja delo trenerja v matičnem klubu.
V svoji karieri je bila petkrat članska državna prvakinja.